# 匡鐸
匡鐸（1537年—1614年），字淑教，號松野，直隸贛榆縣人，山東膠州守禦千戶所官籍，明朝政治人物。

## 生平
嘉靖三十七年（1558年），匡鐸中式戊午科山東鄉試第三十八名舉人。嘉靖四十四年（1565年）中式乙丑科三甲第一百二十三名進士。兵部观政，本年任直隸淶水縣知縣，四十五年调任山西洪洞，丁忧归。隆慶四年（1570年）復除河南新鄭知县，五年選兵科給事中。神宗继位，六年七月巡视皇陵工程，十月升户科右，万历元年（1573年）二月升刑科左，馮保、张居正驅逐大學士高拱，並欲加以重罪，匡鐸率眾拜謁張居正，認為高拱為顧命老臣，不宜羅織罪名，損傷國體。其事因此作罷。張居正不悅，于万历元年（1573年）三月出匡鐸爲直隸大名府知府。任內修築堤防，抵禦漳河、衛河水患，民稱「匡公堤」。二年（1574年）又贬河南布政司都事，三年升彰德府推官，五年升夷陵州知州，七年升南陽府同知。
张居正死后，匡鐸于万历十年（1582年）升任南京刑部员外郎，再升郎中，十二年出為浙江按察司佥事，丁忧归。十七年四月復除陝西按察司僉事。二十年（1592年）致仕歸里，在膠州開闢嘉树园，吟詠其中，卒年七十八

## 家族
曾祖匡茂，封文林郎監察御史；祖父匡翼之，按察司按察使；父匡允定，累赠郎中；母李氏，累封宜人。兄天倫（正千户）、天祐、瑢、珽、珩、鉞、弟銓。有子匡延年，崇禎進士。